# Faccia a faccia (programma radiofonico)
Faccia a faccia è un programma radiofonico, in onda dal 2008 all'interno de Il terzo anello di Rai Radio 3, che propone un'intervista quotidiana a un ospite per approfondire argomenti di attualità.
La conduzione è affidata ogni settimana a un noto giornalista italiano.

## Conduttori (elenco parziale)
- Ritanna Armeni: dal 24 al 28 novembre 2008, dal 9 al 13 febbraio, dal 23 al 27 marzo, dal 25 al 29 maggio, dal 31 agosto al 4 settembre, dal 21 al 25 settembre e dal 16 al 20 novembre 2009;
- Pierluigi Battista;
- Giovanni Maria Bellu: dal 19 al 23 ottobre e dal 30 novembre al 4 dicembre 2009;
- Maurizio Ciampa: Dal 21 dicembre 2009 all'8 gennaio 2010;
- Ida Dominijanni: dal 26 al 30 gennaio, dal 20 al 25 aprile, dal 6 al 10 luglio, dal 5 al 9 ottobre e dal 9 al 13 novembre 2009;
- Paolo Franchi;
- Antonio Galdo: dal 13 al 17 aprile, dal 3 al 7 agosto, dal 7 all'11 settembre, dal 2 al 6 novembre 2009, dal 14 al 18 dicembre 2009;
- Giancarlo Loquenzi: dall'1 al 5 dicembre 2008, dal 19 al 23 gennaio, dal 16 al 20 marzo, dal 30 marzo al 3 aprile, dal 1 al 5 giugno, dal 13 al 17 luglio, dal 12 al 16 ottobre 2009 e dal 7 all'11 dicembre 2009;
- Massimo Mucchetti: dal 17 al 21 novembre 2008 e dal 28 settembre al 2 ottobre 2009;
- Andrea Romano;
- Gian Antonio Stella: dal 29 settembre al 3 ottobre, dall'8 al 12 dicembre 2008, dal 2 al 6 febbraio, dall'8 al 12 giugno e dal 23 al 27 novembre 2009;
- Luca Telese: dal 13 al 17 ottobre 2008, dal 5 al 9 gennaio, dal 18 al 22 maggio e dal 29 giugno al 3 luglio 2009.